# Coppa del mondo di ciclismo su strada femminile 2004
La Coppa del mondo di ciclismo su strada femminile 2004 (in inglese 2004 UCI Women's Road World Cup), settima edizione della competizione, prevedeva nove eventi tra il 29 febbraio e l'12 settembre 2004.
L'australiana Oenone Wood si aggiudicò il titolo individuale.

## Corse
| # | Data         | Corsa                             | Vincitrice        | Squadra                        | Leader della CdM |
| - | ------------ | --------------------------------- | ----------------- | ------------------------------ | ---------------- |
| 1 | 29 febbraio  | Geelong World Cup                 | Oenone Wood       | Australian Institute of Sport  | Oenone Wood      |
| 2 | 20 marzo     | Primavera Rosa                    | Zulfia Zabirova   | Team Let's Go Finland          | Oenone Wood      |
| 3 | 28 marzo     | Gran Premio Castilla y León       | Angela Brodtka    | Team Farm Frites-Hartol        | Oenone Wood      |
| 4 | 4 aprile     | Ronde van Vlaanderen voor Vrouwen | Zulfia Zabirova   | Team Let's Go Finland          | Oenone Wood      |
| 5 | 21 aprile    | La Flèche Wallonne Femmes (2004)  | Sonia Huguet      | Baliston-Colnago-Moselle       | Oenone Wood      |
| 6 | 29 maggio    | Coupe du Monde de Montréal        | Genevieve Jeanson | Team RONA-Esker                | Oenone Wood      |
| 7 | 28 agosto    | Grand Prix de Plouay              | Edita Pučinskaitė | SC Michela Fanini-Record-Rox   | Oenone Wood      |
| 8 | 5 settembre  | Rotterdam Tour                    | Petra Rossner     | Equipe Nürnberger Versicherung | Oenone Wood      |
| 9 | 11 settembre | Rund um die Nürnberger Altstadt   | Petra Rossner     | Equipe Nürnberger Versicherung | Oenone Wood      |

## Classifiche UCI

### Classifica individuale
| Pos. | Corridore            | Squadra                  | 1  | 2  | 3  | 4  | 5  | 6  | 7  | 8  | 9   | Totale |
| ---- | -------------------- | ------------------------ | -- | -- | -- | -- | -- | -- | -- | -- | --- | ------ |
| 1    | Oenone Wood          | Australian Ins. of Sport | 75 | 35 | 50 | 18 | 24 | 0  | 35 | 27 | 70  | 334    |
| 2    | Petra Rossner        | Nürnberger               | 50 | 0  | 18 | -  | 0  | 0  | -  | 75 | 150 | 293    |
| 3    | Angela Brodtka       | Farm Frites              | -  | 4  | 75 | 0  | -  | -  | -  | 50 | 100 | 229    |
| 4    | Mirjam Melchers      | Farm Frites              | 0  | 50 | 35 | 30 | 0  | -  | 50 | 0  | 30  | 184    |
| 5    | Zulfia Zabirova      | Let's Go Finland         | -  | 75 | 0  | 75 | 4  | -  | 0  | -  | 0   | 154    |
| 6    | Edita Pučinskaitė    | Michela Fanini           | -  | 0  | 0  | 5  | 35 | 7  | 75 | -  | 0   | 115    |
| 7    | Alison Wright        | Nobili Rubinetterie      | 30 | 6  | 11 | 24 | 0  | 0  | 15 | 0  | 22  | 108    |
| 8    | Tanja Schmidt-Hennes | Team Next 125            | 11 | 0  | 0  | 0  | -  | -  | -  | 35 | 54  | 100    |
| 9    | Olivia Gollan        |                          | 4  | 0  | 21 | 0  | 15 | 35 | 18 | 1  | 0   | 94     |
| 10   | Katia Longhin        | Michela Fanini           | -  | 15 | 10 | -  | 0  | -  | 10 | 8  | 42  | 85     |